# 破窗謬論
破窗謬論是經濟學的概念之一，起源於法國政治經濟學家弗雷德里克·巴斯夏（Frédéric Bastiat）在《所見與未見》（Ce qu'on voit et ce qu'on ne voit pas）中的一個故事，是駁斥認為敲破窗戶可以讓修窗工人與玻璃生產商受益，並刺激內需、帶動產業加速景氣復甦，進而讓社會經濟受益的錯誤論點，因為該謬論並未考慮機會成本。
當業主的窗戶被打破而請修窗工人修復窗戶，看似對修窗工人與玻璃生產商創造了商機，並讓修窗工人與玻璃生產商再去購買其他生產商的產品，創造乘數效應，看似對經濟有利，但實際上是犧牲了原本未發生時的機會成本，因為原先業主可以用修復窗戶的錢購買更有價值的商品與服務，提出此概念的弗雷德里克·巴斯夏以買鞋為舉例，原本能讓鞋店與鞋匠創造商機，並讓鞋店與鞋匠去購買其他生產商的產品，一樣也能創造乘數效應，但因為窗戶被打破，而被轉移成花錢修繕窗戶，因此不但業主失去買鞋的金錢，來做原本不需要花費的窗戶修繕，失去買鞋所創造的乘數效應，兩者的乘數效應抵銷，也損失了同時擁有不被打破的窗戶與鞋子的機會成本，業主與社會整體皆承受了損失。
此處所提的機會成本亦能替換成其他更有價值的商品與服務，例如個人生活中的與摯愛到餐廳吃大餐、出去旅遊、購買或訂做心儀的商品與紀念品或從事休閒活動，或其他任何個人消費等，或是店家可以累積資本，採購更好的營業設備、增聘新員工、空間裝修或進行其他投資，或工廠可以購進生產設備、擴張產能，或投資新技術的研發等。
簡單來說窗戶被打破而請修窗工人修復窗戶的商機，是建立在原先未遭遇損失時其他產業的商機。
而此概念還可以進一步引伸到所有的災禍，例如天災、戰爭、意外事故，駁斥藉由災禍刺激經濟發展的謬誤，例如認為交通事故可以創造車輛維修商機的想法，就是破窗謬論。

## 另見
- 破窗效應